# 洛特姆
洛特姆（荷蘭語：Lottum，荷蘭語發音：[ˈlɔtʏm]）是荷兰东南部林堡省马斯河畔霍斯特的一个村庄。人口1990人。

## 历史
1100年左右，该村首次被称为“de Lutmo”。词源尚不清楚。 洛特姆在中世纪沿着默兹河发展。直到1563年，该村是诺伊斯的圣西连克修道院的一部分。1648年，它成为海尔德公国的一部分。1815年，它成为荷兰王国的一部分。
天主教圣日多达堂（St Gertrudis Church）是一座三通廊教堂，建于1950年至1951年间，取代了1944年被炸毁的15世纪教堂。钟楼系1958年至1959年间增建。
德博格格拉夫城堡建于16世纪 有一条双护城河。U形的庭院于1736年增建，方形的北塔是1926年的最后增建。
1840年，洛特姆有241人居住， 1883年，在奈梅亨至芬洛铁路线上开设了一个火车站，1938年关闭，建筑于1973年被拆除。
洛特姆已发展成为一个玫瑰村。大约70%的荷兰玫瑰生长在洛特姆。

## 名人
- 文致和主教（Franciscus Hubertus Schraven, C.M.，1873－1937），荷兰遣使会士，中国天主教直隶西南宗座代牧区宗座代牧，1937年10月9日在中日战争期间为保护河北正定当地居民而被日军活活烧死在天宁寺凌霄塔下。

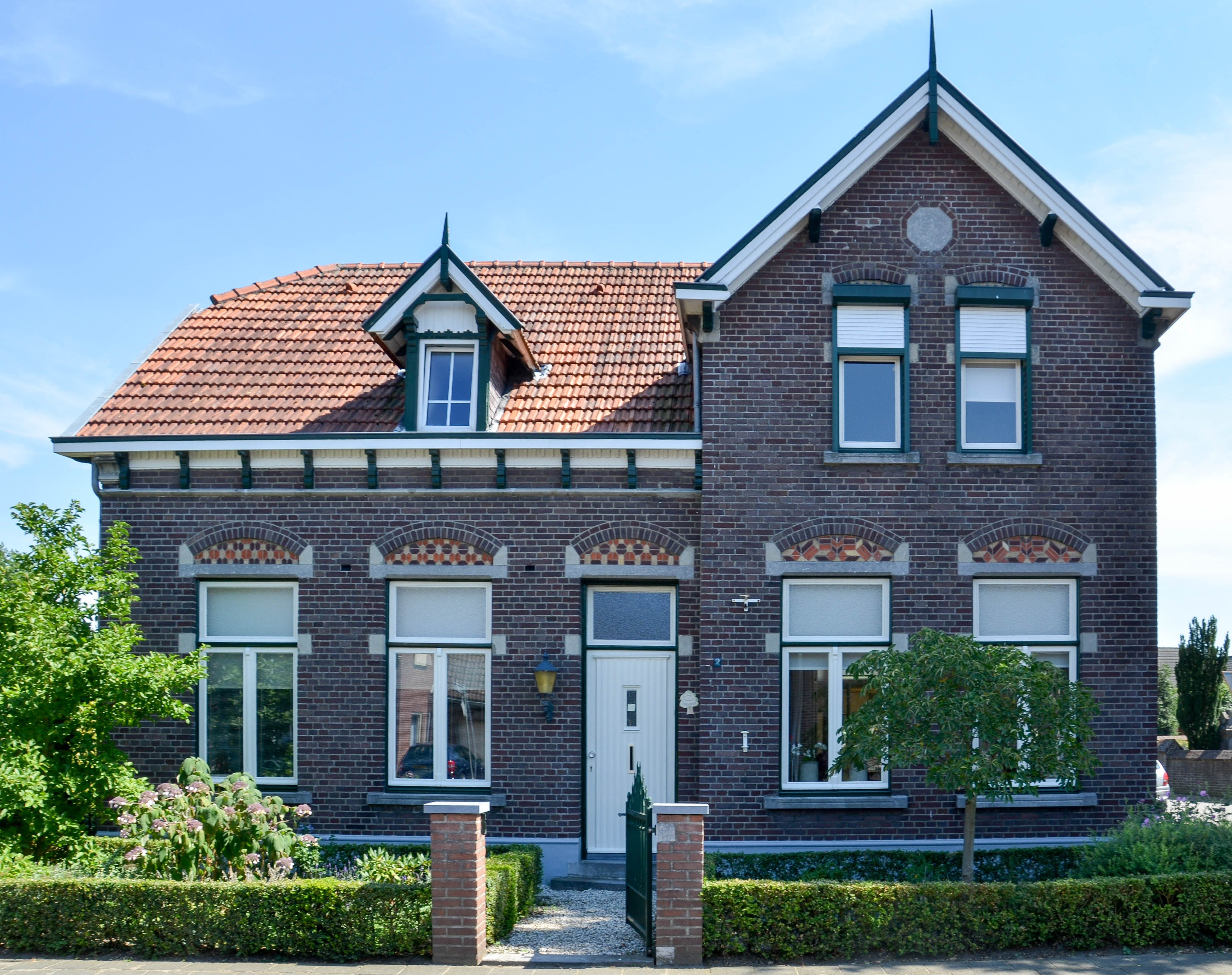
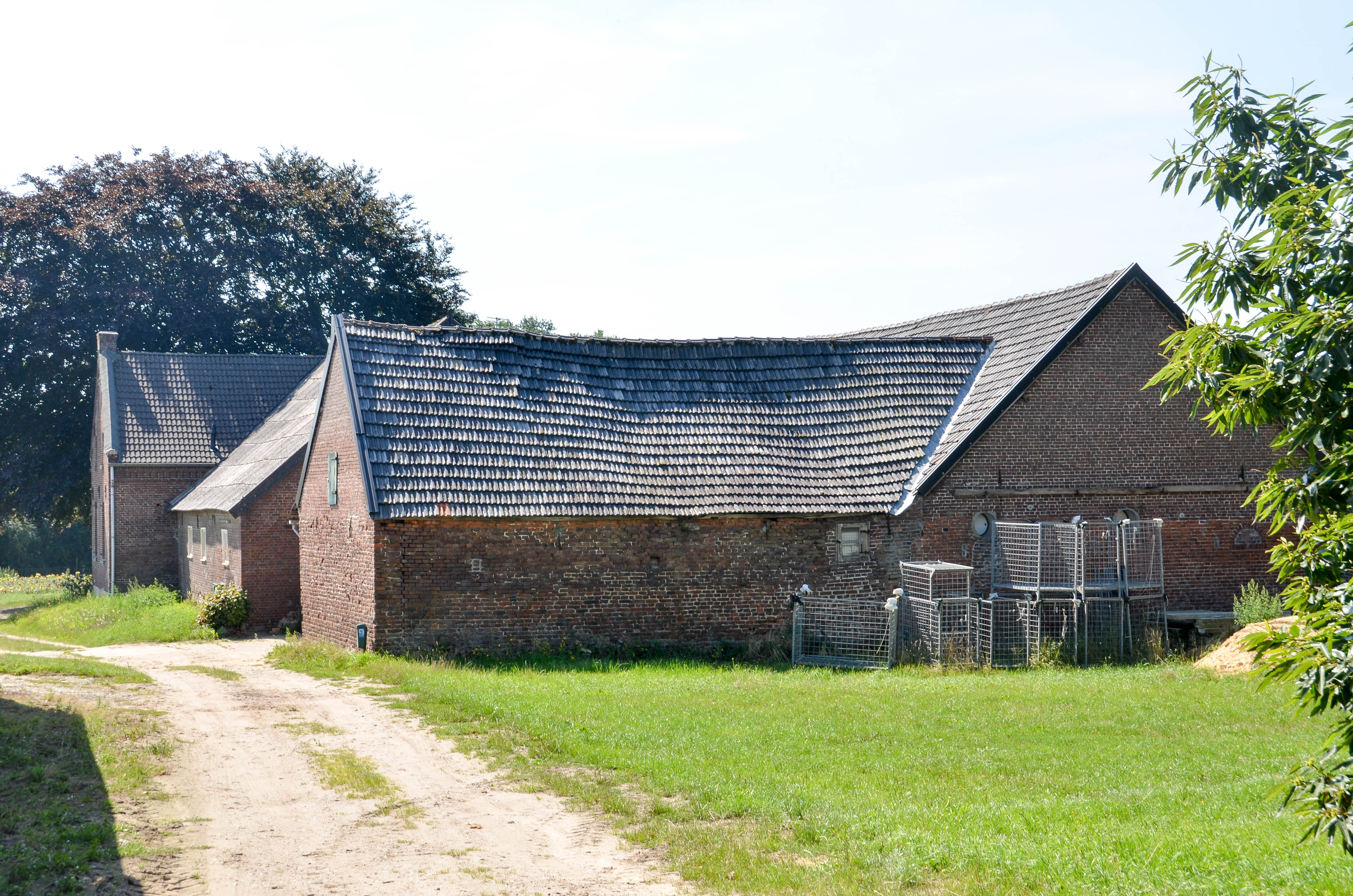
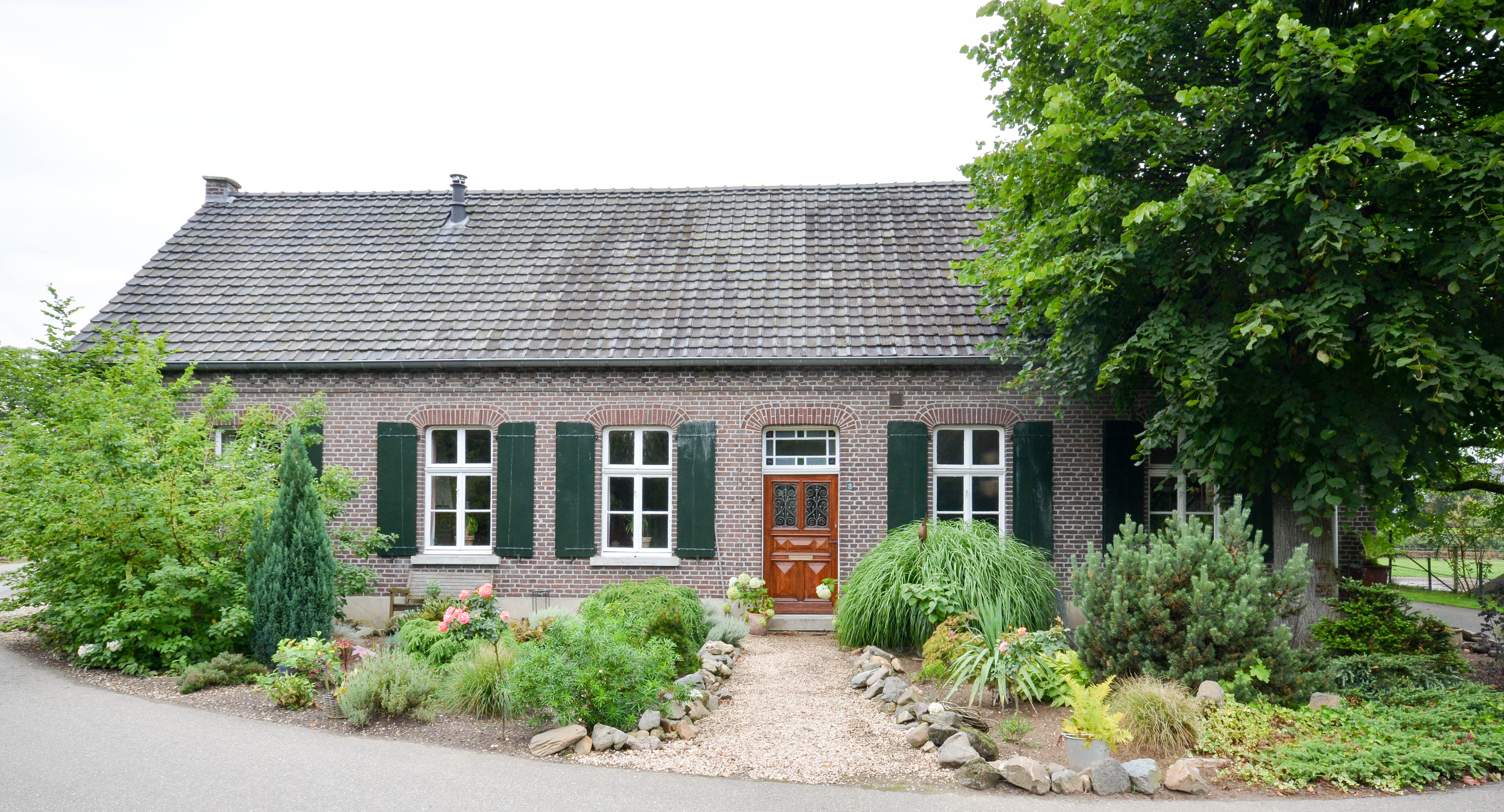
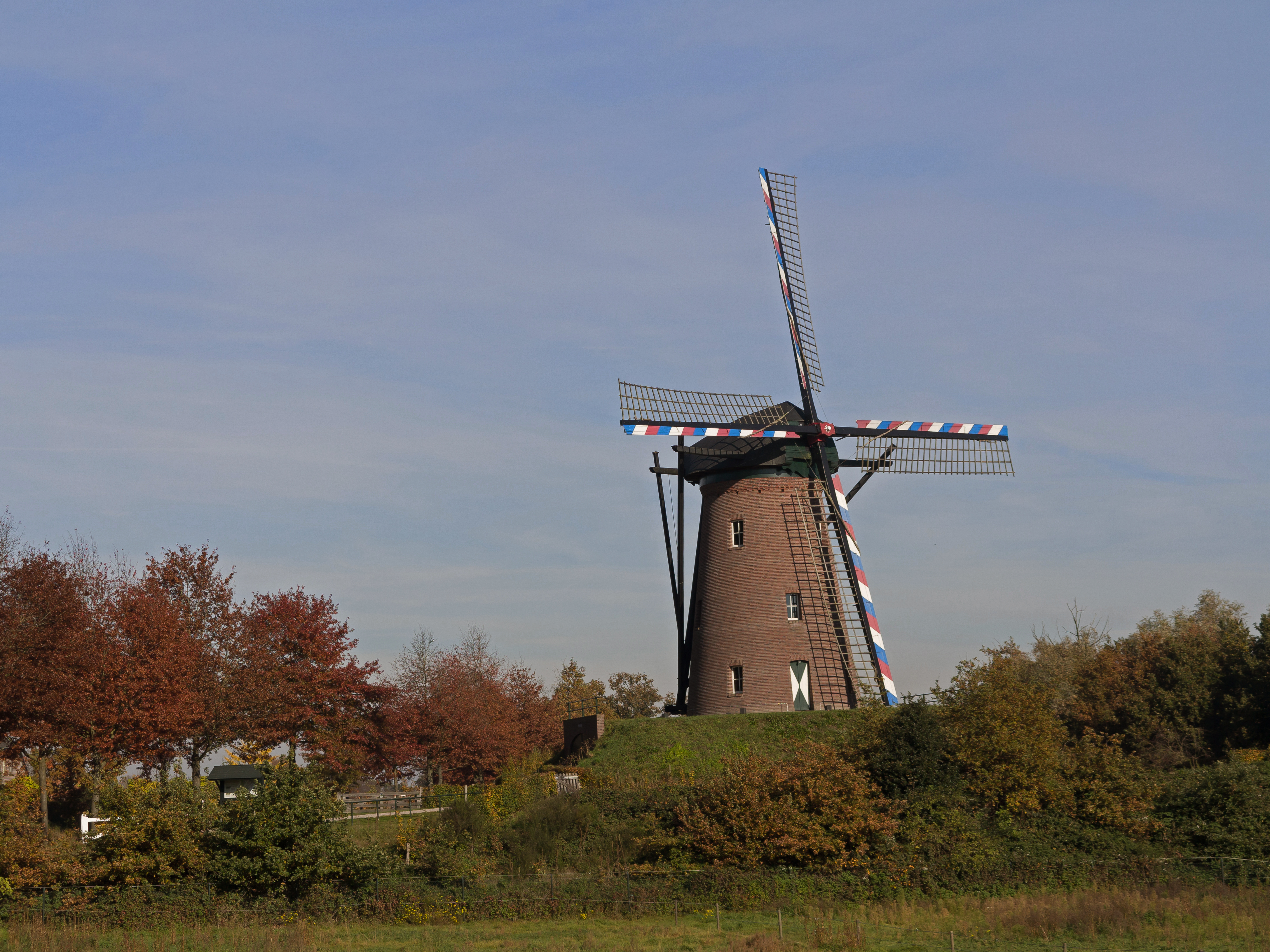